# Lagoa Rodrigo de Freitas
Rodrigo de Freitas é uma lagoa localizada na Zona Sul do município do Rio de Janeiro, no Brasil.
Embora receba as águas de diversos rios tributários que descem das encostas circundantes, entre os quais se destaca o Rio dos Macacos (hoje canalizado), apresenta águas salobras.
A lagoa apresenta duas ilhas: Ilha Piraquê, na margem oeste, que  abriga o Departamento Esportivo do Clube Naval; Ilha Caiçaras, na margem sul, que abriga o Clube dos Caiçaras, onde se realizaram as provas de esqui aquático dos Jogos Pan-Americanos de 2007. Conta ainda com alguns parques ao seu redor, dos quais se destacam o Parque da Catacumba, o Parque do Cantagalo e o Parque dos Patins.

## História

A lagoa em 1884

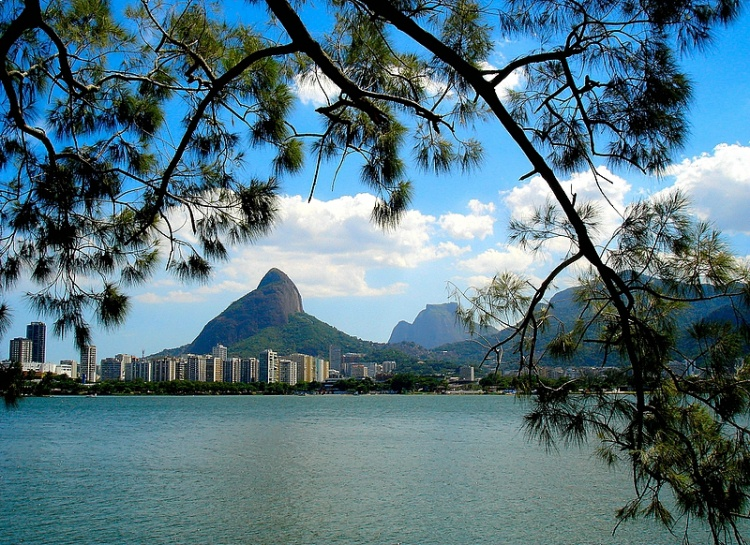
Vista da lagoa

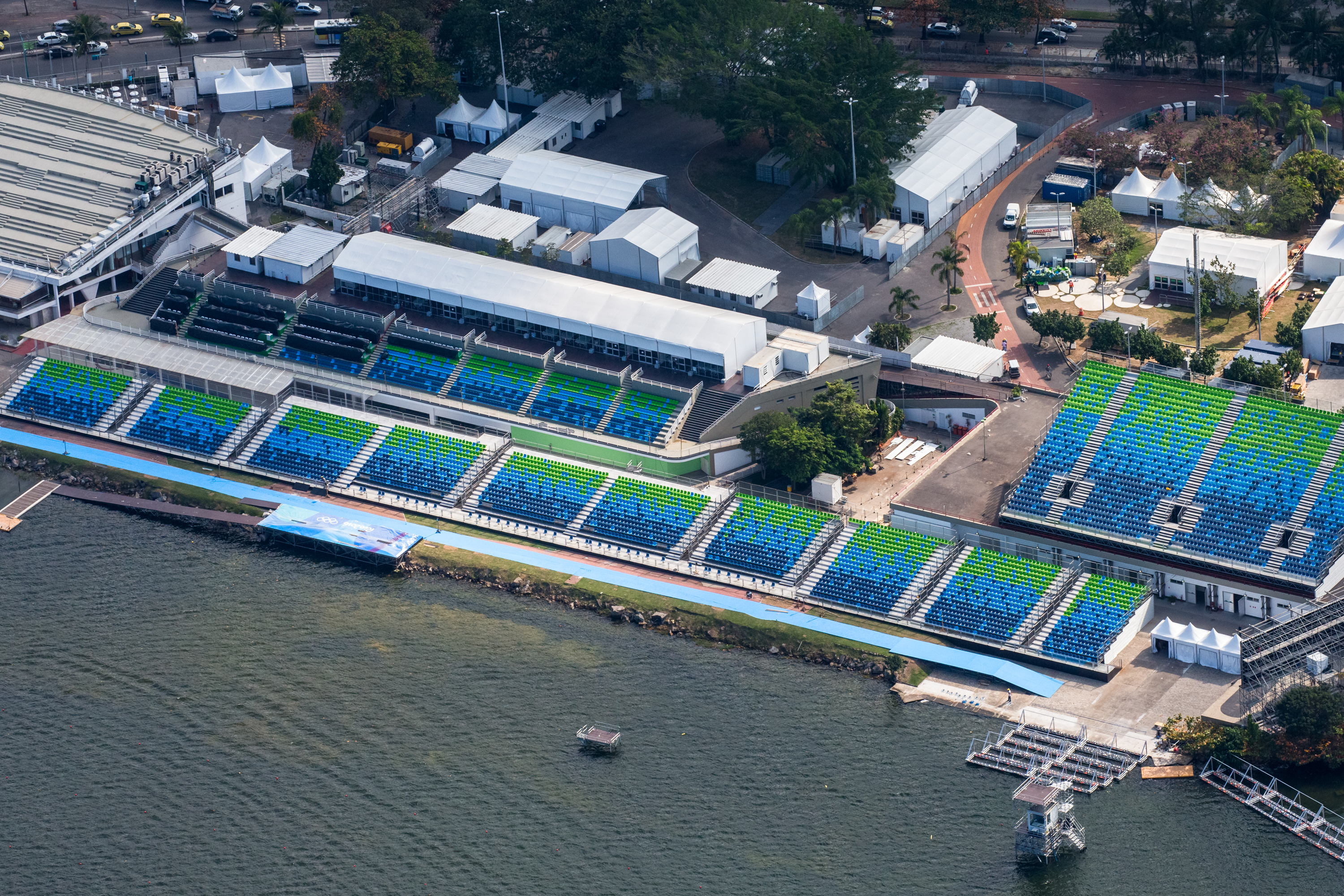
Estrutura montada na Lagoa Rodrigo de Freitas, palco do remo e da canoagem nos Jogos Olímpicos de 2016

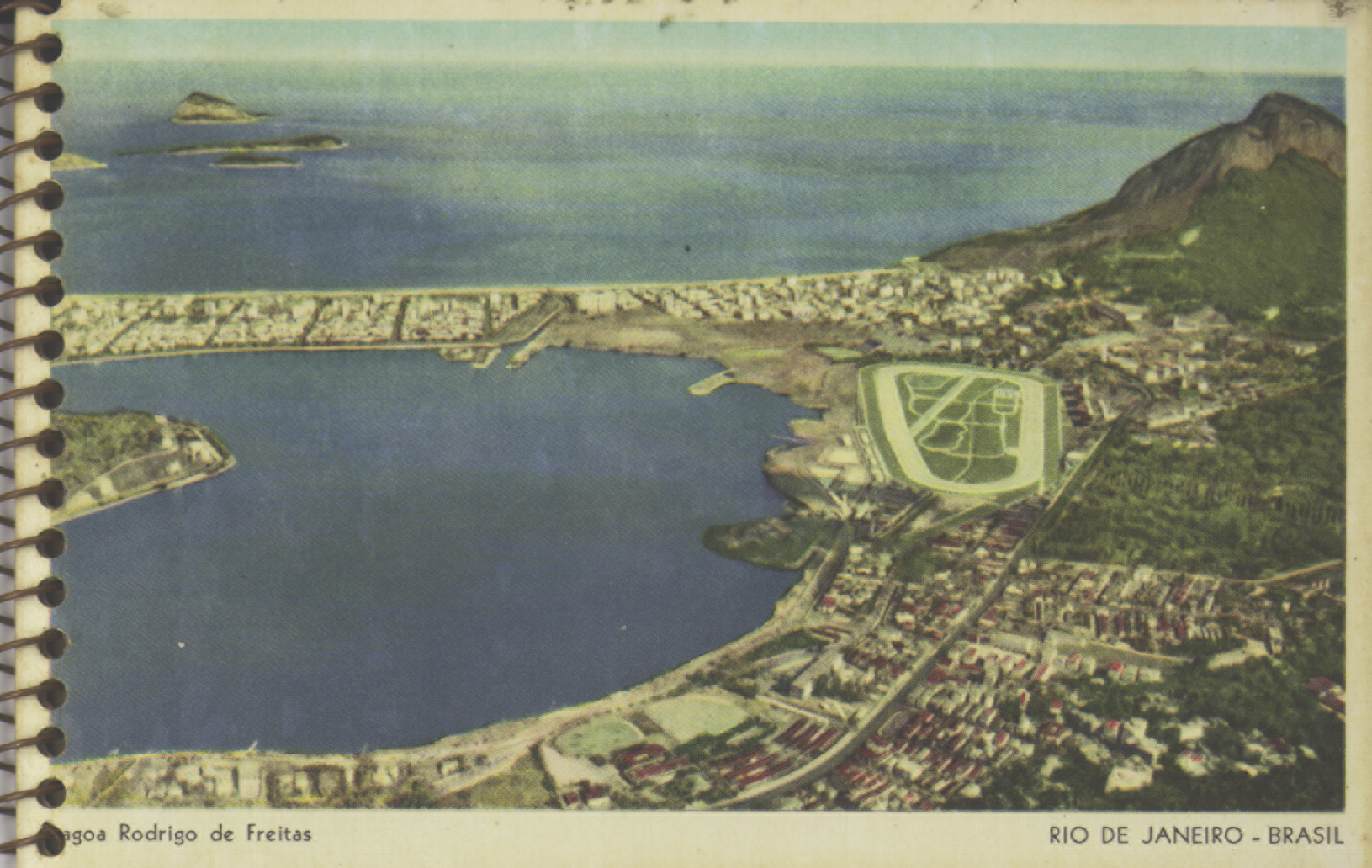
Imagem antiga da lagoa (sem data) por Werner Haberkorn, anterior à construção da Ilha dos Caiçaras.

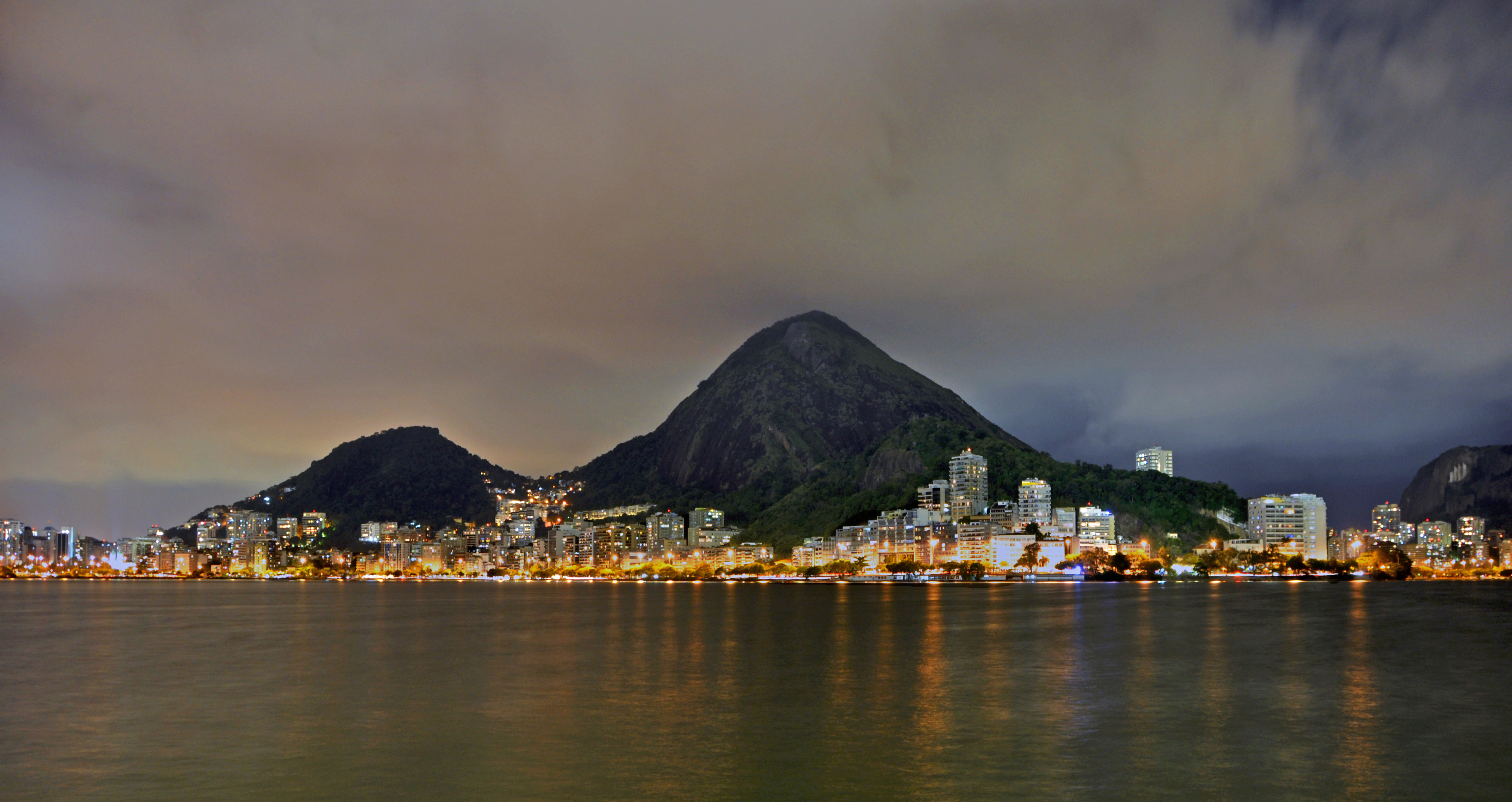
Panorama da lagoa à noite em 2010

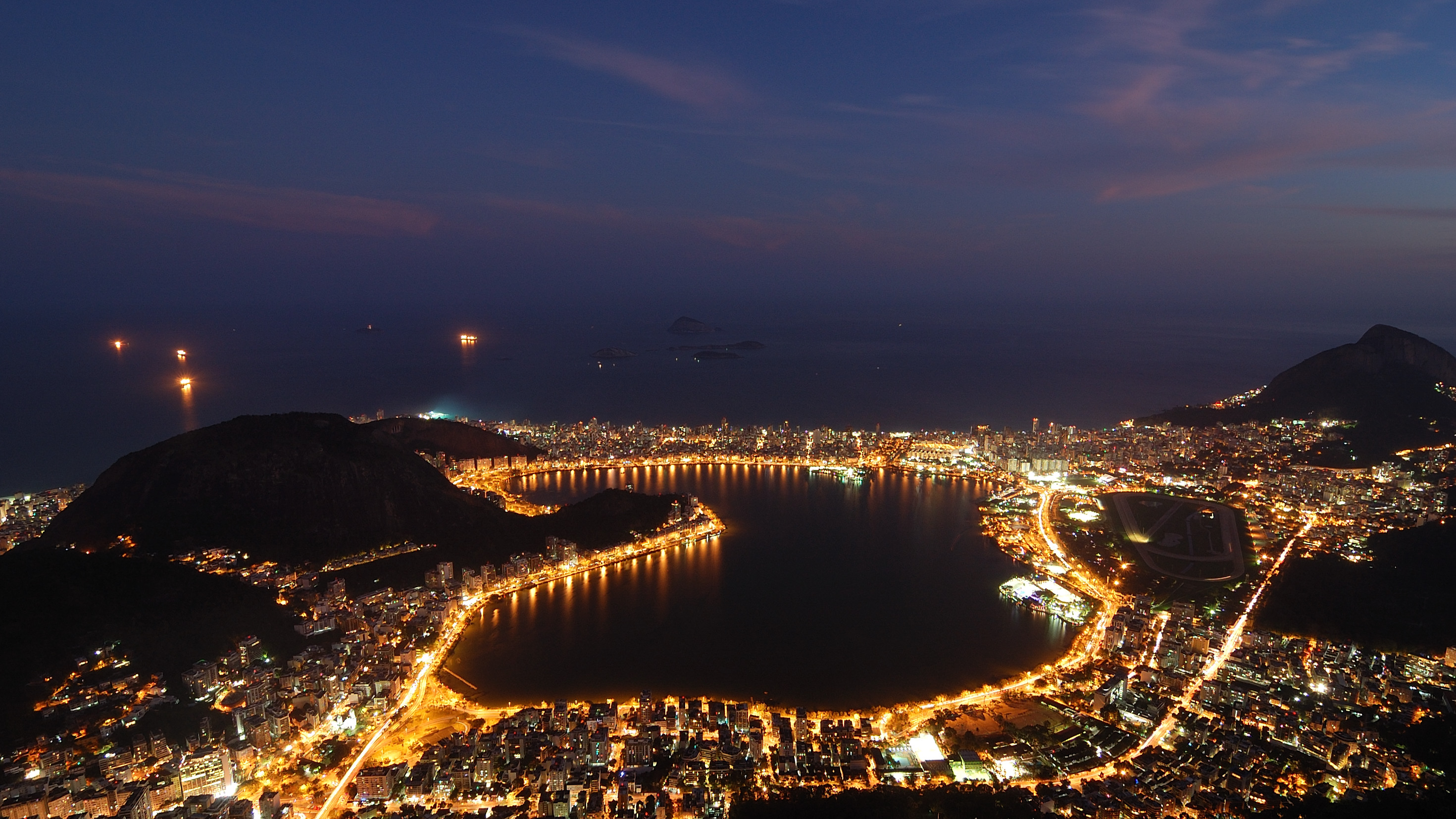
Vista noturna da lagoa e do Hipódromo da Gávea

Inicialmente habitada pelos índios Tamoios, que a denominavam Piraguá (que significa "enseada de peixe", pela junção de pirá, peixe e kûá, enseada) ou Sacopenapã (caminho dos socós), com a chegada do colonizador português, o governador e capitão-geral da Capitania do Rio de Janeiro, António Salema (1575-1578), pretendeu instalar um engenho de açúcar nas margens da lagoa. Para livrar-se da presença indesejável dos indígenas, recorreu ao estratagema de fazer espalhar roupas anteriormente utilizadas por doentes de varíola às margens da lagoa, vindo assim a exterminá-los. Iniciou-se, então, o plantio de cana-de-açúcar e a montagem do Engenho d'El-Rey, onde atualmente funciona o Centro de Recepção aos Visitantes do Jardim Botânico do Rio de Janeiro.
Posteriormente, essas terras foram adquiridas ao doutor Salema pelo vereador Amorim Soares, passando a lagoa a ser referida como "Lagoa de Amorim Soares". Com a expulsão deste da região em 1609, as terras foram vendidas para o seu genro, Sebastião Fagundes Varela, com a consequente alteração da toponímia para "Lagoa do Fagundes". Este latifundiário, por aquisição e invasão, ampliou as suas propriedades na região, de maneira que, em torno de 1620, já era proprietário de todas as terras que se estendem do atual bairro do Humaitá até o atual bairro do Leblon.
Em 1702, a sua bisneta, Petronilha Fagundes, então com 35 anos de idade, casou-se com o jovem oficial de cavalaria português, Rodrigo de Freitas de Carvalho, então com apenas 18 anos de idade, que deu o seu nome à lagoa. Viúvo, Rodrigo de Freitas retornou a Portugal em 1717, onde veio a falecer em 1748.
A região permaneceu em mãos de arrendatários, sem grande expressão até ao início do século XIX, quando, com a chegada da Família Real Portuguesa em 1808, o Príncipe-Regente desapropriou o "Engenho da Lagoa" para construir, no local, uma fábrica de pólvora e instalar o "Real Horto Botânico" (atual Jardim Botânico do Rio de Janeiro).

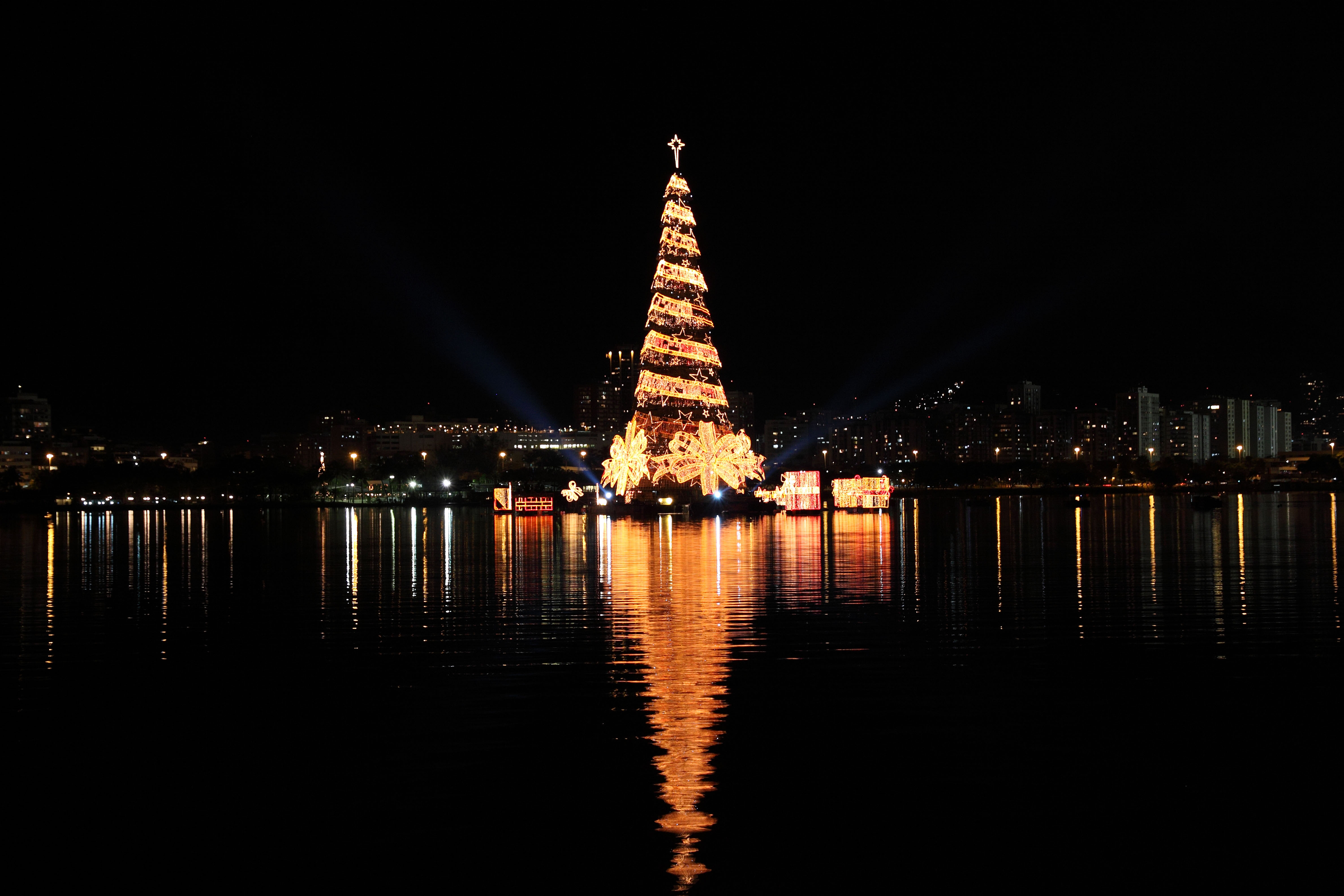
Árvore de Natal da Lagoa Rodrigo de Freitas

Durante o século XIX, foram cogitadas diversas soluções para o problema da renovação de suas águas, até que, em 1922, a Repartição de Saneamento das Zonas Rurais apresentou um projeto visando a "sanear e embelezar a Capital para as festas do Centenário da Independência". Esse projeto consistia na abertura de um canal, através de dragagem, aprofundando a barra, religando a lagoa ao mar. Com a sua execução, a terra retirada do canal formou a Ilha dos Caiçaras, atual sede do clube de mesmo nome. Em pouco tempo, surgiram aterros às suas margens que reduziram, paulatinamente, o seu espelho d'água, surgindo o Jockey Club Brasileiro, o Jardim de Alá e a sede esportiva do Clube Naval na Ilha do Piraquê. O canal dragado passou a denominar-se Canal do Jardim de Alá.
Em 1939, Manoel Pinto Júnior estabeleceu-se na Ladeira do Sacopã, dando início à comunidade que se tornaria o Quilombo Sacopã.
A lagoa representa, atualmente, uma das principais atrações turísticas do município do Rio de Janeiro. É conhecida como "O Coração do Rio de Janeiro", devido a seu formato semelhante a um coração. A região administrativa e o bairro homônimo de Lagoa recebe sua denominação devido à Lagoa Rodrigo de Freitas. É uma região de classes média-alta e alta, com um dos mais altos índices de desenvolvimento humano do país. Desde 1995, na época de Natal, há a tradição de se montar uma gigantesca árvore de Natal iluminada, aproveitando o seu espelho d'água.

## Poluição
Embora sobreviva às suas margens uma colônia de pescadores, a lagoa é vítima de um problema crônico de mortandade de peixes, causado pela proliferação de algas (eutrofização) que consomem o oxigênio nas águas. Vários estudos de engenharia hidráulica foram realizados, podendo-se citar o de Saturnino de Brito, o de Saturnino de Brito Filho realizados no HIDROESB, o do LNEC, em Lisboa, e o da Universidade de Lund, na Suécia acompanhados pelos engenheiros brasileiros Jorge Paes Rios e Flavio Coutinho. Todavia nenhuma solução concreta de renovação das águas foi implantada até 2013. Recentemente, a iniciativa de um biólogo tem tido um efetivo sucesso na reintrodução de algumas espécies nativas de manguezal, vegetação nativa de seu entorno.

## Eventos esportivos
A lagoa tem uma parte aterrada. Isso ocorreu nos meados do século XX (lá pelos anos 1940, 1950 e 1960), já que muitos morros, como o da Praia do Pinto, foram ocupados às margens da lagoa e, por muitos e muitos anos, abrigou favelas com cerca de até 50.000 moradores. Só que os barracos erguidos nos morros corriam o risco de desabar. Então o governo, depois de mais de vinte anos da ocupação dos morros, expulsou todos os moradores e "desmontou" os morros, aterrando grande parte do município. Seus moradores foram para o subúrbio e passaram a morar em conjuntos habitacionais. No lugar dos morros, foram construídos os prédios de apartamentos e parques.
Com 2,4 quilômetros quadrados de superfície, sobre o seu espelho d'água praticam-se esportes aquáticos como o remo, ou simplesmente passeia-se de pedalinho. Em seu entorno, encontram-se um estádio de remo (Estádio de Remo da Lagoa), uma ciclovia pavimentada, com 7,5 km de extensão, diversos equipamentos de lazer e quiosques de alimentação, que oferecem itens da gastronomia regional e internacional. Aí, se encontram também alguns dos mais importantes clubes do município:
- Clube de Regatas do Flamengo;
- Jóquei Clube Brasileiro;
- Clube Naval na ilha do Piraquê;
- Paissandu Atlético Clube;
- Clube dos Caiçaras;
- Club de Regatas Vasco da Gama (sede náutica); e
- Botafogo de Futebol e Regatas (sede náutica).

A Lagoa Rodrigo de Freitas sediou competições de canoagem e remo dos Jogos Olímpicos de Verão de 2016 e dos Jogos Paralímpicos de Verão de 2016. Havia uma grande preocupação quanto à saúde dos atletas durante a competição. Em 2015, treze remadores dos Estados Unidos apresentaram problemas estomacais depois de uma competição na lagoa, que foi considerada evento-teste dos Jogos Olímpicos. Na ocasião, os atletas sofreram de vômito e diarreia. Além disso, foi reconhecido pelo governo do estado que não há tempo disponível para limpar efetivamente a lagoa para as competições Olímpicas.